# Montlignon
Montlignon est une commune française située dans le département du Val-d'Oise, en région Île-de-France.
Située dans une vallée relativement encaissée de la forêt de Montmorency, et malgré son intégration progressive à l'agglomération parisienne, la commune au caractère résidentiel affirmé a conservé sa structure villageoise avec, autour de sa place et de sa fontaine, la mairie, l’église et les écoles, dans un environnement verdoyant et peu dense de vergers couronnés par la forêt.

## Géographie

### Description

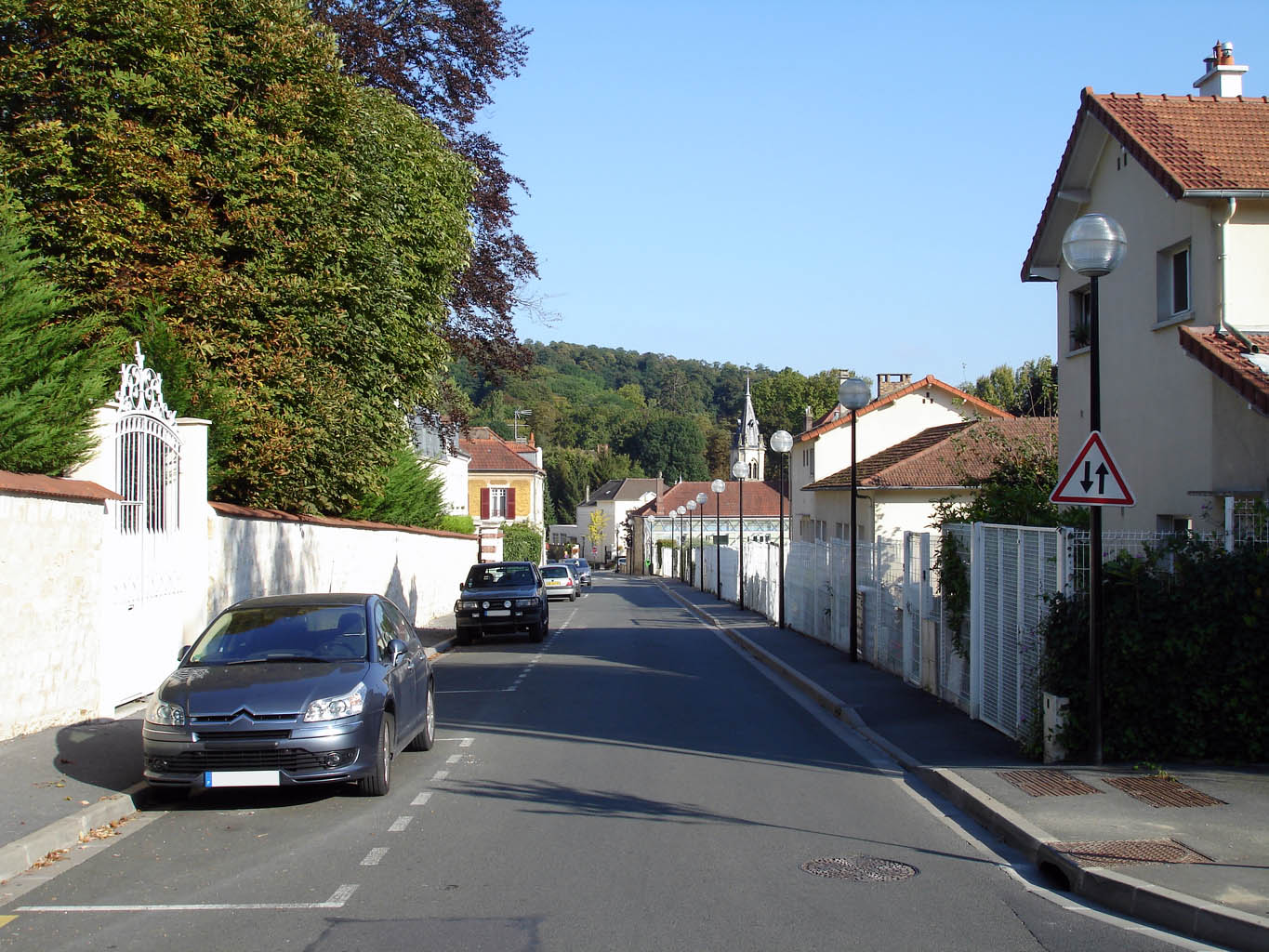
Ambiance de la commune : la rue des Écoles.

Montlignon est une petite commune à caractère résidentiel située dans la vallée de Montmorency, à 17 kilomètres au nord de Paris. Elle se situe dans un petit « canyon » exposée au sud, entouré par la forêt de Montmorency sur les hauteurs qu'elle sépare en deux parties égales.
La commune se troouve dans l'aire urbaine de Paris ainsi que dan,s son unité urbaine et son bassin de vie/ Elle fait partie de la zone d'emploi de Roissy.

### Communes limitrophes
La commune est limitrophe de Saint-Prix, Eaubonne, Margency, Andilly et Domont.
|            | Domont     |          |
| Saint-Prix | Montlignon | Andilly  |
|            | Eaubonne   | Margency |

### Géologie et relief
La superficie de la commune est de 2,84 km2 ; son altitude varie de 62  à   185 mètres. 
Le village, occupant une vallée relativement encaissée de la forêt de Montmorency, repose sur un sol sableux qui surmonte une couche de marne. Elle protège la couche de gypse sous-jacente des infiltrations d'eau, empêchant sa dissolution ce qui permet son exploitation souterraine. Les eaux de ruissellement et d'infiltration, retenues par la marne, forment une nappe souterraine nommée « nappe perchée ». Cette dernière, par effet tampon, retarde le gel du sol en cas de températures inférieures à 0 °C.

### Hydrographie

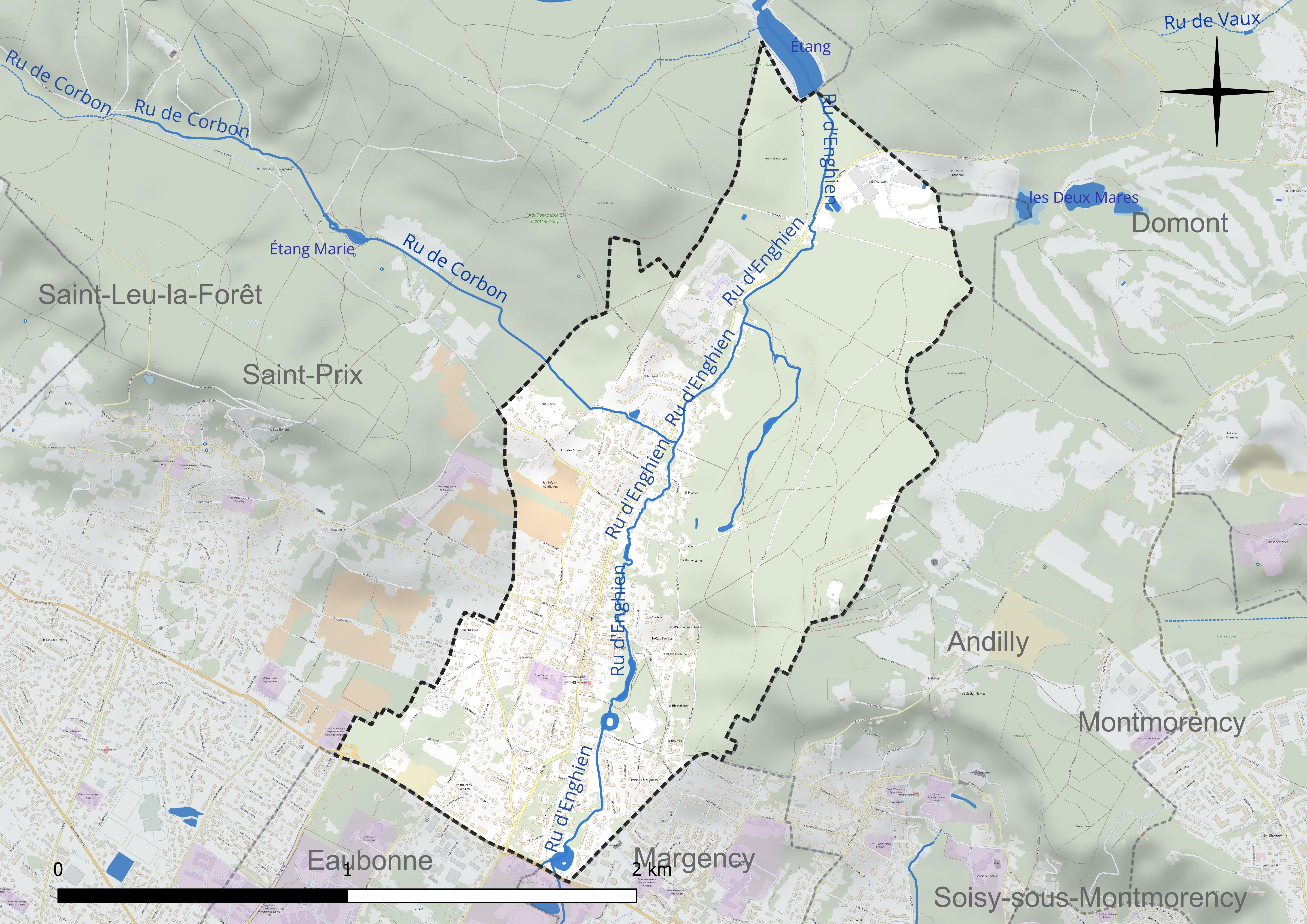
Carte hydrographique de la commune.

Le territoire communal est traversé par deux cours d'eau :
- Le ru d'Enghien, d'une longueur de 14,2 kilomètres naît en forêt au nord-est de Montlignon, dans la commune de Bouffémont et se jette dans la Seine après avoir traversé, canalisé pour l'essentiel, les territoires d'Eaubonne, Enghien-les-Bains, Épinay-sur-Seine et alimenté les deux étangs du château de la Chasse en amont, puis le lac d'Enghien en aval[3].
- Le ru de Corbon naît également en forêt à l'ouest du village, dans la commune de Saint-Leu-la-Forêt, traversant Saint-Prix, avant de rejoindre le ru d'Enghien à Montlignon, à hauteur du 78 rue de Paris, après avoir traversé l'ex-N 309, son cours est de 3,9 kilomètres[4].

Jusque dans les années 1970, les deux rus à leur jonction, alimentaient un lac artificiel situé à quelques dizaines de mètres, dans la propriété Larive, célèbre comédien du XVIIIe siècle et sociétaire de la Comédie-Française. À la mort du comédien en 1827, cette grande propriété a changé plusieurs fois de mains, pour finir par être rachetée par un banquier parisien (Hervé), les héritiers décideront de céder le domaine à un promoteur, qui fait  combler le lac pour y construire des maisons individuelles.

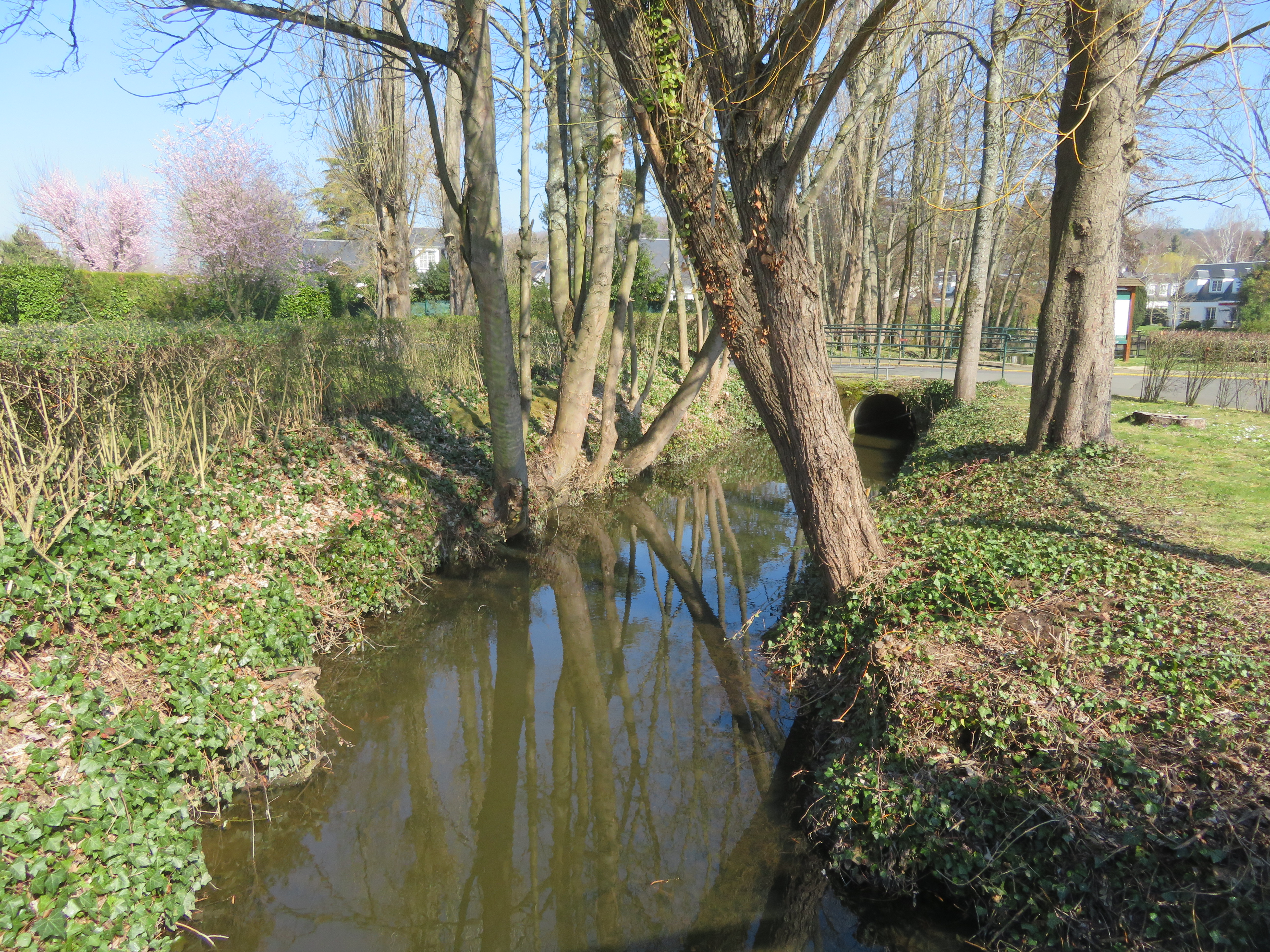
Le Ru d'Enghien dans le parc de Maugarny.
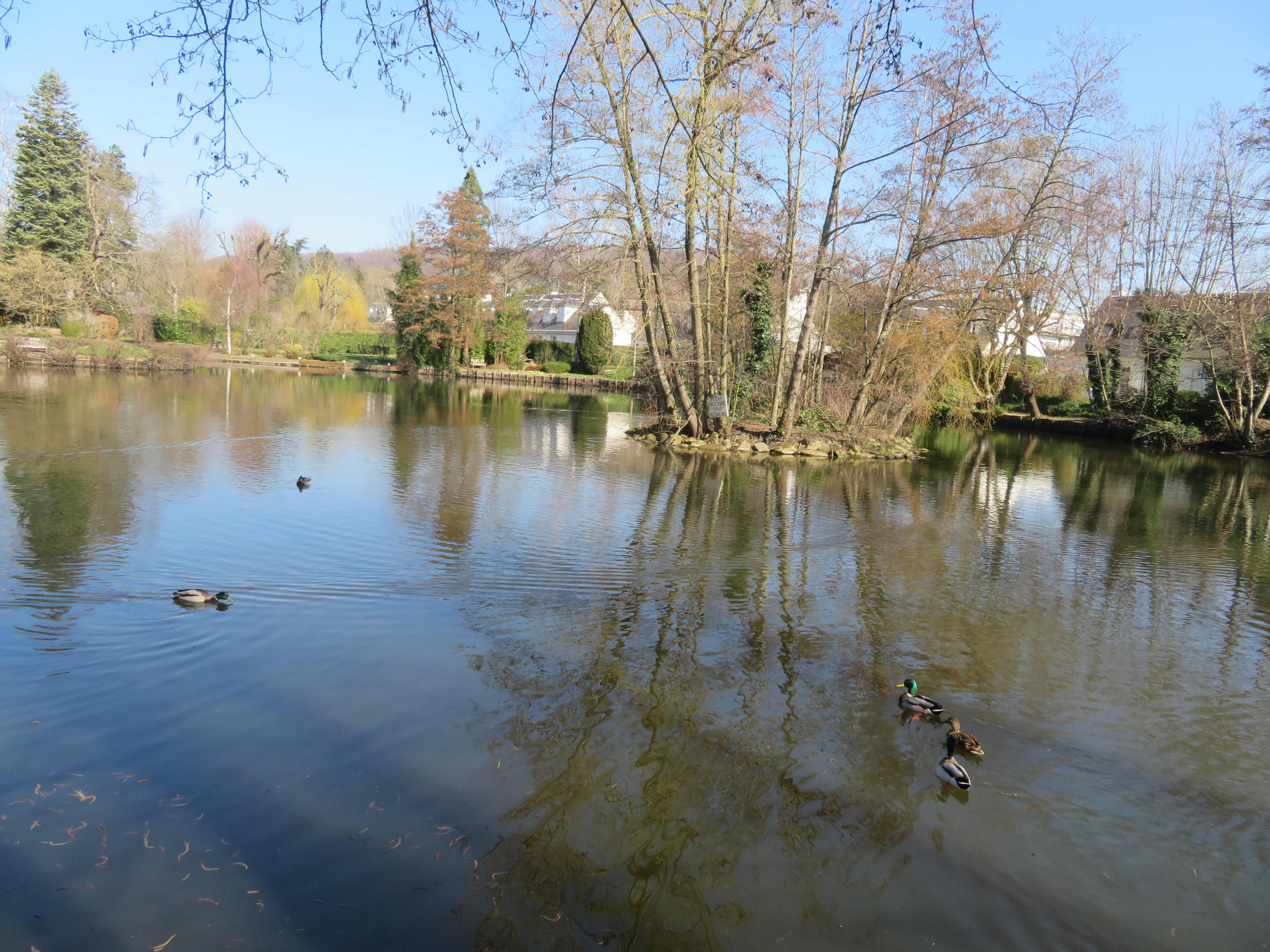
Etang de ce parc.

### Climat
Pour des articles plus généraux, voir Climat de l'Île-de-France et Climat du Val-d'Oise.
En 2010, le climat de la commune est de type climat océanique dégradé des plaines du Centre et du Nord, selon une étude du CNRS s'appuyant sur une série de données couvrant la période 1971-2000. En 2020, Météo-France publie une typologie des climats de la France métropolitaine dans laquelle la commune est dans une zone de transition entre le climat océanique et le climat océanique altéré et est dans la région climatique Sud-ouest du bassin Parisien, caractérisée par une faible pluviométrie, notamment au printemps (120 à 150 mm) et un hiver froid (3,5 °C).
Pour la période 1971-2000, la température annuelle moyenne est de 11,2 °C, avec une amplitude thermique annuelle de 14,9 °C. Le cumul annuel moyen de précipitations est de 666 mm, avec 10,9 jours de précipitations en janvier et 8 jours en juillet. Pour la période 1991-2020, la température moyenne annuelle observée sur la station météorologique la plus proche, située sur la commune de Bonneuil-en-France à 12 km à vol d'oiseau, est de 12,1 °C et le cumul annuel moyen de précipitations est de 616,3 mm,. Pour l'avenir, les paramètres climatiques de la commune estimés pour 2050 selon différents scénarios d'émission de gaz à effet de serre sont consultables sur un site dédié publié par Météo-France en novembre 2022.

## Urbanisme

### Typologie
Au 1er janvier 2024, Montlignon est catégorisée grand centre urbain, selon la nouvelle grille communale de densité à sept niveaux définie par l'Insee en 2022.
Elle appartient à l'unité urbaine de Paris, une agglomération inter-départementale regroupant 407  communes, dont elle est une commune de la banlieue,,. 
Par ailleurs la commune fait partie de l'aire d'attraction de Paris, dont elle est une commune du pôle principal,. Cette aire regroupe 1 929 communes,.

### Habitat et logement
En 2022, le nombre total de logements dans la commune était de 1 273, alors qu'il était de 1 231 en 2016 et de 1 023 en 2011. 
Parmi ces logements, 93,7 % étaient des résidences principales, 0,7 % des résidences secondaires et 5,6 % des logements vacants. Ces logements étaient pour 69,2 % d'entre eux des maisons individuelles et pour 30,6 % des appartements. 
Le tableau ci-dessous présente la typologie des logements à Montlignon en 2022 en comparaison avec celle du Val-d'Oise et de la France entière. Une caractéristique marquante du parc de logements est ainsi la faible proportion des résidences secondaires et logements occasionnels (0,7 %) par rapport au département (1,6 %) et à la France entière (9,7 %). 
| Typologie                                               | Montlignon | Val-d'Oise | France entière |
| ------------------------------------------------------- | ---------- | ---------- | -------------- |
| Résidences principales (en %)                           | 93,7       | 92,4       | 82,3           |
| Résidences secondaires et logements occasionnels (en %) | 0,7        | 1,6        | 9,7            |
| Logements vacants (en %)                                | 5,6        | 6          | 8              |

Monlignon ne respecte pas les dispositions de l'article 55 de la loi SRU, qui lui font obligation de disposer d'au moins 25 % de son parc de résidences principales constitué  de logements sociaux. En 2015, elle est stigmatisée par l’État pour ne disposer que de 2,43 % de logements sociaux, et être l'une des plus mauvais élèves du Val-d'Oise en terme de production de logements sociaux. Déclarée carencée, l'État reprend la maîtrise de la délivrance des autorisations d'urbanisme et du droit de préemption urbain et est astreinte au paiement d'une pénalité financière majorée qui s'est élevée en 2016 à 112 607 €.
En 2023, le taux de logements sociaux ne s'élève toujours qu'à 6,87 %.

### Occupation des sols

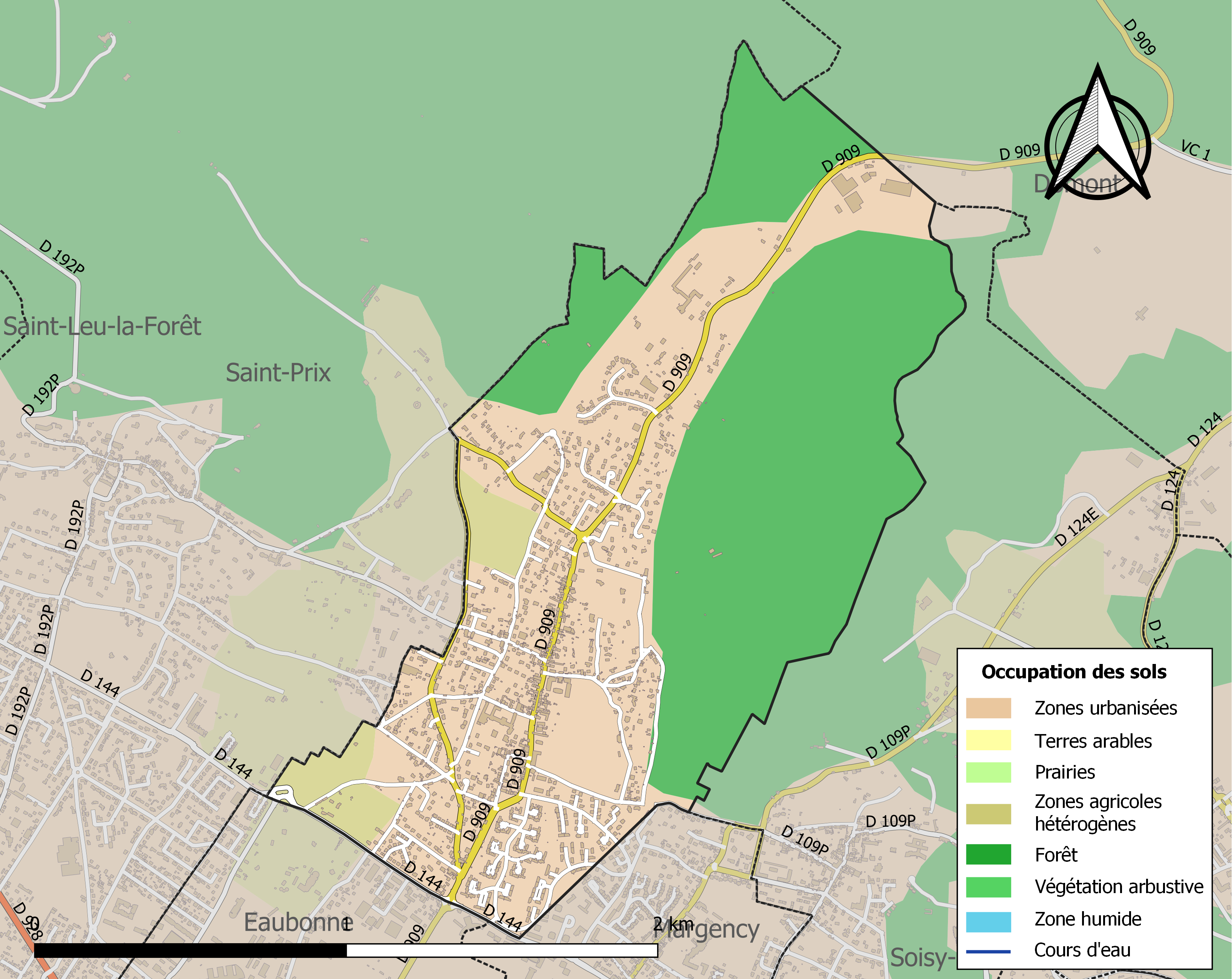
Carte des infrastructures et de l'occupation des sols de la commune en 2018 (CLC).

### Voies de communication et transports

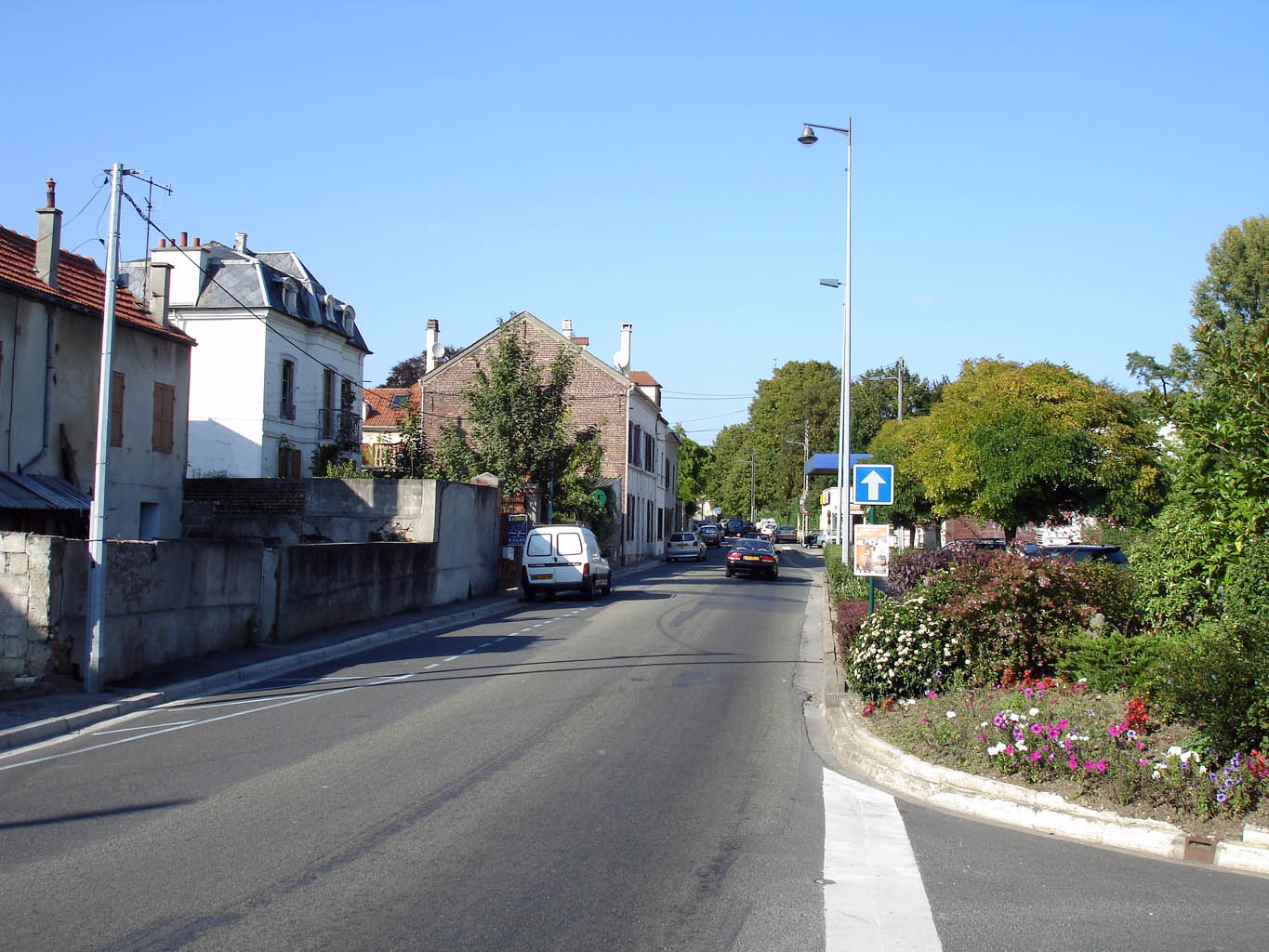
La rue de Paris, axe principal du village.

Les voies les plus importantes qui traversent la commune sont deux routes départementales ; 
- la route départementale 144 relie Montmorency à Saint-Leu-la-Forêt par le nord de la vallée de Montmorency en suivant un axe est-ouest. Après avoir coupé le tiers septentrional de Soisy-sous-Montmorency et le sud d'Andilly, elle traverse entièrement Margency avant de former la limite méridionale de Montlignon avec Eaubonne. Elle se poursuit à travers Saint-Prix.
- l'ancienne RN 309 (actuelle RD 909) relie la porte d'Asnières à Paris à Baillet-en-France par Argenteuil et le centre de la vallée de Montmorency. Après avoir traversé plusieurs villes, elle traverse entièrement la commune du sud au nord et se poursuit à travers la forêt de Montmorency, Domont, Bouffémont et Moisselles. La route se sépare en deux chaussées à voie unique dans la commune. La direction nord passe par le centre du village constituant la voie principale. La direction sud contourne le centre par l'ouest, à travers les quartiers pavillonnaires.

Vu l'importance de la circulation (9 000 véhicules par jour vers 2017), un contournement bidirectionnel à deux voies par l'ouest du village d'une longueur de 3,8 kilomètres envisagé depuis les années 1980, et devrait être prochainement[C'est-à-dire ?] mis en œuvre. Il possédera des trottoirs ou accotements selon les sections ainsi qu'un aménagement cyclable.
Ces infrastructures terrestres ont un impact moyen en termes de pollution sonore selon la réglementation. Les principales voies routières sont classées de catégorie 4, de niveau modéré, mais une petite portion de la D 144 est classée de niveau 3 (à proximité du giratoire D 909/D 144), ainsi que la D 909 dans sa section au centre du village, classée de catégorie 3 dans une partie de la rue principale. La déviation ouest du village prévue est classée de niveau 2 (nuisance élevée).
La déviation se fera principalement sur des espaces naturels restants en les supprimant à proximité des zones pavillonnaires, déplaçant ainsi les nuisances sur ces nouvelles parcelles. L'augmentation mécanique du flux est évalué à au moins 500 véhicules heures et atteindre 1000 à 1200 véhicules heures (aux heures de pointe). Cela permettrait d'en faire un axe routier de premier ordre en augmentant de manière très importante le transport de marchandises via les poids lourds pour les zones Chantilly/Argenteuil/Paris[réf. nécessaire].
La commune n'a jamais été traversée par aucune ligne de chemin de fer. Il faut se rendre à la gare d'Ermont - Eaubonne puis emprunter la ligne de bus 38.01 du réseau de bus Val Parisis qui dessert la commune.
La commune est également desservie par le transport à la demande Eaubonne - Domont permettant de relier la gare de Domont en moins de dix minutes ainsi que par la ligne à vocation scolaire 1520 permettant de rejoindre les communes de Montmorency et d'Attainville uniquement en période scolaire.
Montlignon se situe dans l'axe des pistes de l'aéroport Roissy-Charles-de-Gaulle, situé à une quinzaine de kilomètres à l'est, dont les avions en survol provoquent d'importantes nuisances acoustiques comme dans la quasi-totalité des communes du sud du Val-d'Oise.

### Risques naturels et technologiques
Le ru de Corbon occasionne parfois des inondations, comme en 2016 et 2018, où les eaux ont envahi la rue de Paris,.

## Toponymie
Le village est attesté en 1099 sous le nom de Métiger puis de Molinnom en 1160, le nom de Moulignon apparaît pour la première fois en 1148, Molignon, Molignum au XIIIe siècle, Molinons en 1271, Molennium au XIVe siècle.
Montlignon est une déformation progressive de Moulignon, nom du village jusqu'au XVIIIe siècle. L'origine du nom proviendrait du latin mollinum, petit moulin, ce qui semble confirmé par l'existence attestée de plusieurs moulins à eau sur le cours du ru de Corbon.
Une variante, toujours en langue d'oïl, molin et suffixe diminutif -ion, a donné molinion, « petit moulin », nom qui, au fil du temps, a été mal compris, subissant l'attraction de "mont" et "oignon' pour devenir les Montlognon (Oise), Montlignon (Val-d'Oise) ou Moulignon (Seine-et-Marne).

## Histoire
L'existence du village de Métiger est attesté en 1099 lorsque Raoul Deliès, comte de Pontoise donne ses droits sur ce village ainsi que le village voisin dénommé de Tour à l'abbaye Saint-Martin-des-Champs.
Au XIIe siècle, la seigneurie est rachetée par l'Abbaye de Saint-Denis Pas clair|{{qui avait été hypothéquée à un juif nommé Ursellus, et la conserve de 1122 à 1151|date=août 2021}}. À la suite d'un échange en 1294, le fief devient la propriété de la Maison de Montmorency.
Au XIIIe siècle, l'église Saint-André qui n'était qu'une simple chapelle est érigée en église paroissiale.
En 1470, le village ne comptait que douze habitants.

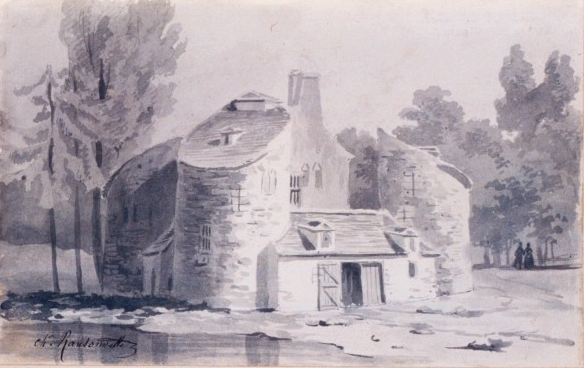
Reproduction d'un tableau de Charles Ransonnette de 1849, représentant le Château de la Chasse à Montlignon (95), intitulé « Rendez-vous de Chasse à Montlignon ».

Montlignon a été le siège d’un bailliage royal, et aurait joui d’un rôle judiciaire relativement important. En 1542, l'existence d'une prison est attestée. Elle est démolie en 1768 et reconstruite à l’angle de la Grand'rue (rue de Paris) et de la ruelle Pigis (allée Lucien-Simonnet). Elle est surtout utilisée pour y tenir les assemblées communales.
Au XVIIIe siècle les premiers pépiniéristes s’installent dans le village.
La municipalité est créée en 1787 par édit de Louis XVI. À la fin du XVIIIe siècle des fabriques de tuiles, de briques et de carreaux commencent à s'installer. Ces installations provoquent des différends avec les pépiniéristes et arboriculteurs, ceux-ci accusant les autres corrompre leurs plantations par pollution de l'air.
Les dernières tuileries ferment leurs portes en 1982 et les derniers pépiniéristes cessent leur activité en 1990.
La population augmente fortement au cours du XIXe siècle, passant de 130 habitants en 1792 à 883 au recensement de 1901. Durant cette période, le village s'entoure de belles propriétés, lieux de séjour pour les écrivains et compositeurs. La forte urbanisation connue par la vallée de Montmorency n'a que peu affectée Montlignon. Le vieux village rassemblé le long de la rue de Paris a continué à s'entourer progressivement de propriétés sur les coteaux parmi les vergers au pied de la forêt ce qui en fait un lieu résidentiel et verdoyant à proximité immédiate de Paris.

Montlignon au tout début du XXe siècle
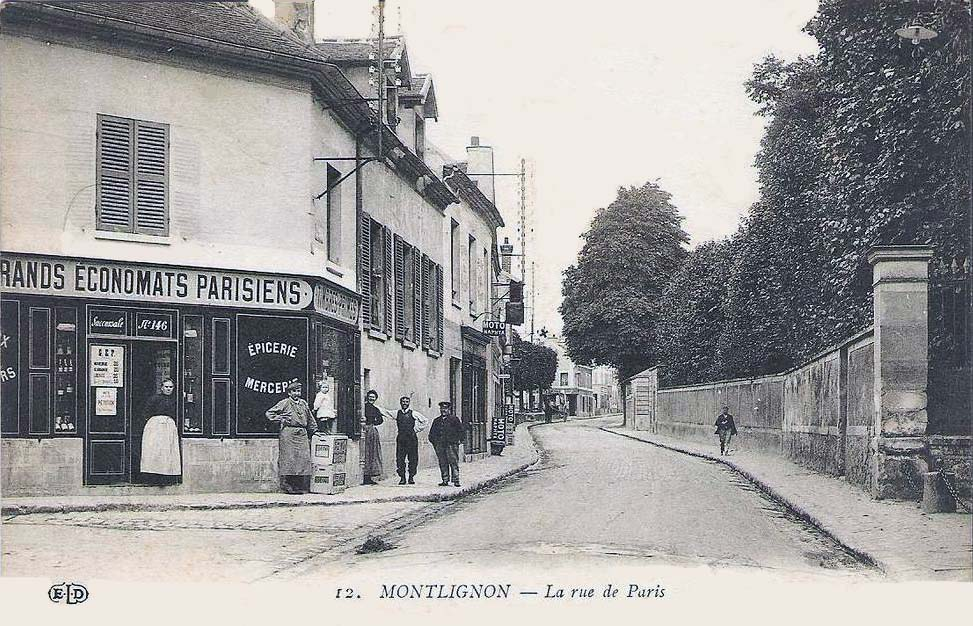
La rue de Paris vers 1900.
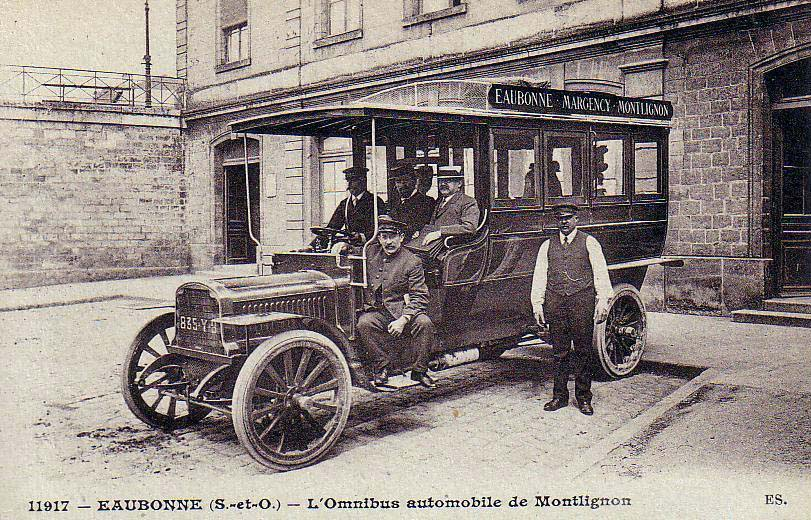
L'omnibus Eaubonne - Margency - Montlignon permettait aux habitants de prendre le train vers 1900.
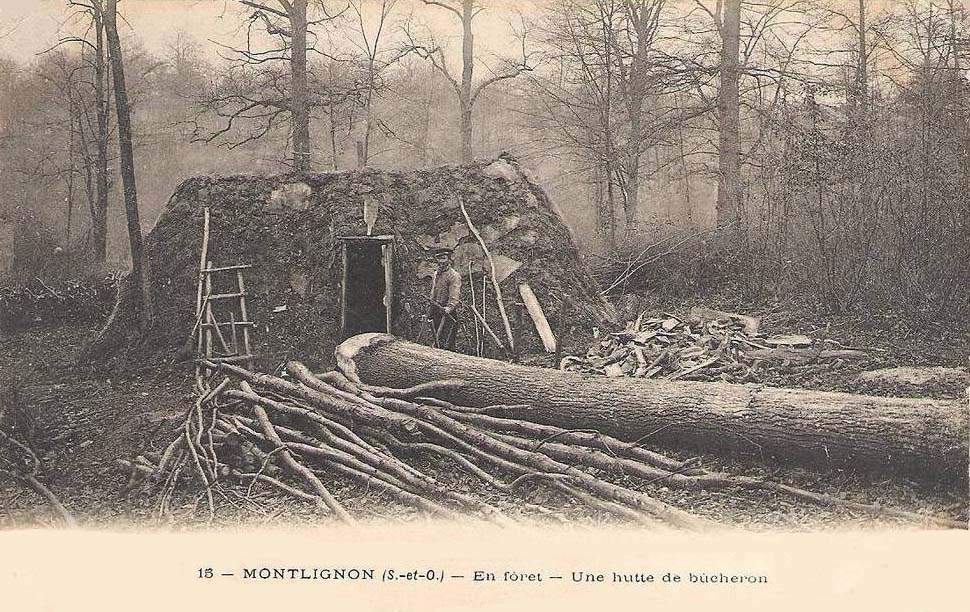
Une hutte de bucherons dans la forêt.
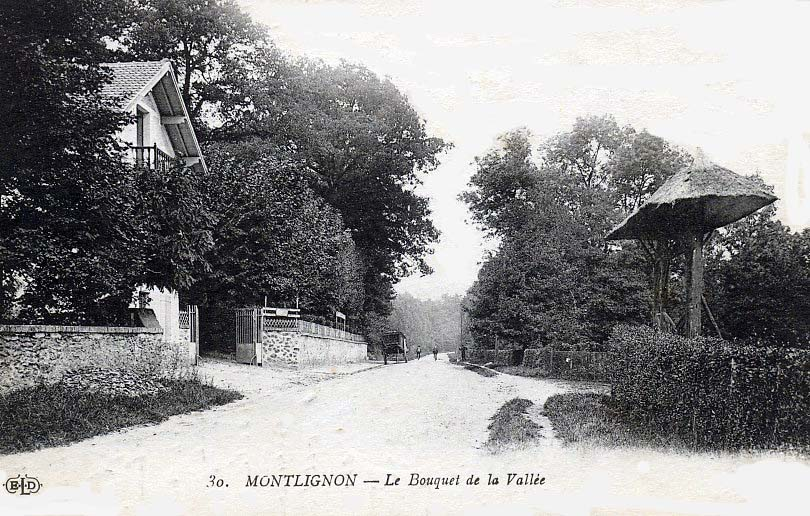
Le bouquet de la Vallée.

## Politique et administration

### Rattachements administratifs et électoraux

#### Rattachements administratifs
Antérieurement à la loi du 10 juillet 1964, la commune faisait partie du département de Seine-et-Oise. La réorganisation de la région parisienne en 1964 fit que la commune appartient désormais au département du Val-d'Oise et à son arrondissement de Sarcelles après un transfert administratif effectif au 1er janvier 1968.
Elle faisait partie de 1793 à 1931 du canton de Montmorency, année où elle rejoint le canton de Taverny. En 1964, la commune est rattachée au canton de Saint-Leu-la-Forêt. Dans le cadre du redécoupage cantonal de 2014 en France, cette circonscription administrative territoriale a disparu, et le canton n'est plus qu'une circonscription électorale.

#### Rattachements électoraux
Pour les élections départementales, la commune est membre depuis 2014 du canton de Montmorency
Pour l'élection des députés, elle fait partie de la quatrième circonscription du Val-d'Oise.

### Intercommunalité
Montlignon était membre de la communauté d'agglomération Val-et-Forêt, un établissement public de coopération intercommunale (EPCI) à fiscalité propre créé en 2003 et auquel la commune avait transféré un certain nombre de ses compétences, dans les conditions déterminées par le code général des collectivités territoriales. Celle-ci succédait à une communauté de communes créée en 2000.
Dans le cadre de la mise en œuvre de la loi MAPAM du 27 janvier 2014, qui prévoit la généralisation de l'intercommunalité à l'ensemble des communes et la création d'intercommunalités de taille importante, notamment en seconde couronne parisienne où elles doivent pouvoir dialogier avec la métropole du Grand Paris créée par cette même loi, cette intercommunalité a été supprimée, et Montlignon ainsi que Saint-Prix a intégré le 1er janvier 2016 la nouvelle communauté d'agglomération Plaine Vallée.

### Tendances politiques et résultats
Politiquement, Montlignon est une commune fortement ancrée à droite mais l'on constate lors des derniers scrutins, un certain succès de la gauche radicale qui recueille autour de 15 % des voix.
À l’élection présidentielle de 2002, le premier tour a vu arriver en tête Jacques Chirac avec 25,4 %, suivi de Jean-Marie Le Pen avec 16,5 %, François Bayrou avec 9,0 %, Alain Madelin avec 8,8 %, Lionel Jospin avec 8,7 %, Jean-Pierre Chevènement avec 8,1 %, puis Noël Mamère avec 5,1 %, aucun autre candidat ne dépassant le seuil des 3,5 %. Au second tour, les électeurs ont voté à 86,0 % pour Jacques Chirac contre 14,0 % pour Jean-Marie Le Pen avec un taux d’abstention de 16,5 %, résultat supérieur aux tendances nationales (respectivement 82,21 % et 17,79 % ; abstention 20,29 %).
Au référendum sur le traité constitutionnel pour l’Europe du 29 mai 2005, les Montlignonnais ont approuvé à une large majorité la Constitution Européenne, avec 61,85 % de Oui contre 38,15 % de Non avec un taux d’abstention de 23,64 % (France entière : Non à 54,67 % ; Oui à 45,33 %). Ces chiffres sont contraires à la tendance départementale du Val-d'Oise (Non à 53,47 % ; Oui à 46,53 %) mais supérieurs aux résultats franciliens (Oui 53,99 % ; Non 46,01 %).
À l’élection présidentielle de 2007, le premier tour a vu arriver en tête Nicolas Sarkozy avec 42,68 %, suivi par François Bayrou avec 23,66 %, Ségolène Royal avec 16,24 %, Jean-Marie Le Pen avec 9,08 %, aucun autre candidat ne dépassant le seuil des 2 %. Le second tour a vu arriver en tête Nicolas Sarkozy à une très forte majorité avec 68,27 % contre 31,73 % pour Ségolène Royal (résultat national : respectivement 53,06 et 46,94 %).
À l’élection présidentielle de 2012, le premier tour a vu arriver en tête Nicolas Sarkozy avec 40,84 %, suivi par François Hollande avec 19,29 %, François Bayrou avec 14,01 %, Marine Le Pen avec 13,03 % Jean-Luc Mélenchon avec 7,68 %, aucun autre candidat ne dépassant le seuil des 5 %. Le second tour a vu arriver en tête Nicolas Sarkozy à une très forte majorité avec 65,71 % contre 34,29 % pour François Hollande (résultat national : respectivement 48,36 et 51,64 %).
À l’élection présidentielle de 2017, le premier tour a vu arriver en tête François Fillon avec 31,36 %, suivi par Emmanuel Macron avec 26,23 %, Jean-Luc Mélenchon avec 15,17 %, Marine Le Pen avec 13,99 %, aucun autre candidat ne dépassant le seuil des 10 %. Le second tour a vu arriver en tête Emmanuel Macron à une très forte majorité avec 72,61 % contre  27,39 % pour Marine Le Pen (résultat national : respectivement 66,10 et 33,90  %).
À l’élection présidentielle de 2022, le premier tour a vu arriver en tête Emmanuel Macron avec  32,05 %, suivi par Jean-Luc Mélenchon avec 17,03 %, Marine Le Pen avec 15,65  %, Éric Zemmour avec 11,41 %, Valérie Pécresse avec 10,89 %, aucun autre candidat ne dépassant le seuil des 5 %. Le second tour a vu arriver en tête Emmanuel Macron à  avec 66,15 % contre  33,85 % pour Marine Le Pen (résultat national : respectivement 58,55 et 41,45  %).

### Liste des maires
| Période                                  | Période                   | Identité                 | Étiquette         | Qualité |
| ---------------------------------------- | ------------------------- | ------------------------ | ----------------- | --- |
| Les données manquantes sont à compléter. |                           |                          |                   | |
|                                          |                           |                          |                   | |
| 1802                                     | 1816                      | Jean Mauduit dit La Rive |                   | |
|                                          |                           |                          |                   | |
| 1824                                     | 1826                      | Jean Mauduit dit La Rive |                   | |
| 1826                                     | 1831                      | M. Guidée                |                   | |
| 1831                                     | 1834                      | M. Monneau               |                   | |
| 1834                                     | 1847                      | Guillaume Bouteiller,    |                   | Compositeur de musique Fonctionnaire du ministère des finances Chevalier de la Légion d'honneur |
| 1847                                     |                           | Louis-Just Paquet        |                   | |
|                                          |                           |                          |                   | |
| 1896                                     | 1904                      | Léopold Monneau          |                   | |
| 1904                                     | 1912                      | D. Gosmont               |                   | |
| 1912                                     |                           | Paul Gonin               |                   | |
|                                          |                           |                          |                   | |
| 1947                                     | 1955                      | A. Demouy                |                   | |
| 1955                                     | 1961                      | J. Josem                 |                   | |
| 1961                                     | 1971                      | D. Demouy                |                   | |
| mars 1971                                | mars 1983                 | P. Janinet               |                   | |
| mars 1983                                | juillet 2025,             | Alain Goujon             | RPR puis UMP → LR | Conseiller de gestion Président (? → 2014) puis vice-président (2014 → 2015) de la CA Val-et-Forêt Vice-président de la CA Plaine Vallée (2016 → 2025) Maire déclaré inéligible pour 5 ans pour harcèlement moral. |
| juillet 2025 ,                           | En cours (au 8 août 2025) | Alain Tsorba             |                   | Chef d'entreprise |

## Équipements et services publics

### Eau et déchets
La commune est alimentée en eau par la station de traitement de Méry-sur-Oise, gérée par la société Veolia environnement. L'eau potable à Montlignon est de très bonne qualité bactériologique, contenant peu de nitrates, étant peu fluorée et devenue relativement peu calcaire depuis la mise en place de la nanofiltration en 1999 à l'usine de distribution. L'eau distribuée est d'origine superficielle, provenant de la filtration des eaux de l'Oise,[Quand ?].

### Culture

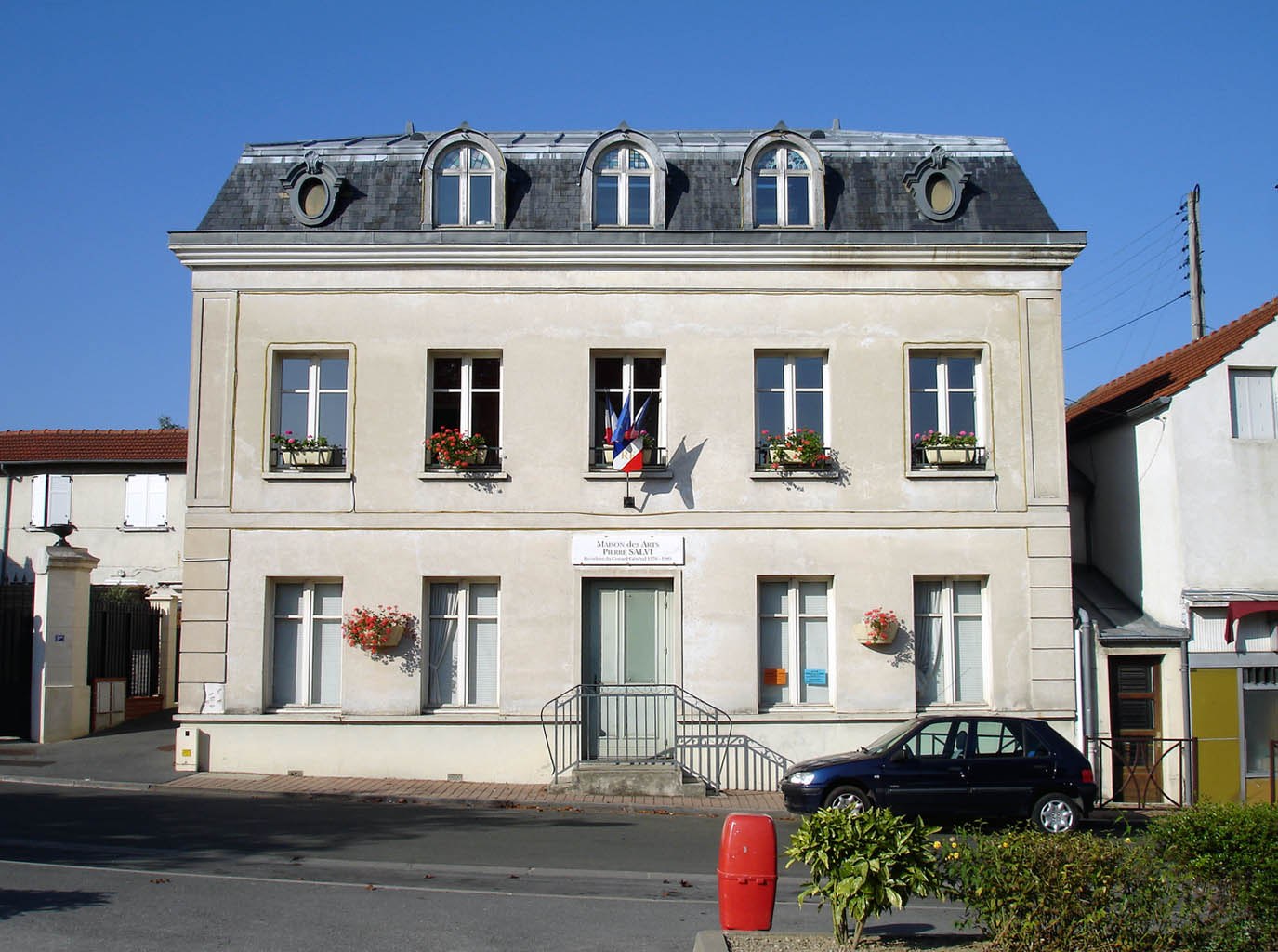
La maison des Arts Pierre-Salvi.

La commune à vocation essentiellement résidentielle ne possède qu'une vie culturelle relativement limitée, mais possède néanmoins un tissu associatif, une maison des Arts (4, rue des écoles), une école de musique (créée en 1995) et une salle de fêtes (10, rue des Écoles).
La médiathèque Victor-Hugo, qui remplace une petite bibliothèque et s’étend sur près de 500 m², a été aménagée fin 2018 dans l'ancienne orangerie du château dit la Maison-Blanche

### Santé
Montlignon compte trois médecins, un kinésithérapeute, un ostéopathe, deux infirmières, un pédicure et deux résidences pour personnes âgées.

### Justice, sécurité, secours et défense
Montlignon fait partie du ressort du instance de Montmorency, et de celui du tribunal judiciaire ainsi que de celui du  tribunal de commerce de Pontoise,.

## Population et société

### Démographie
L'évolution du nombre d'habitants est connue à travers les recensements de la population effectués dans la commune depuis 1793. Pour les communes de moins de 10 000 habitants, une enquête de recensement portant sur toute la population est réalisée tous les cinq ans, les populations de référence des années intermédiaires étant quant à elles estimées par interpolation ou extrapolation. Pour la commune, le premier recensement exhaustif entrant dans le cadre du nouveau dispositif a été réalisé en 2008.

En 2022, la commune comptait 2 966 habitants, en évolution de −0,9 % par rapport à 2016 (Val-d'Oise : +4 %, France hors Mayotte : +2,11 %).
| 1793 | 1800 | 1806 | 1821 | 1831 | 1836 | 1841 | 1846 | 1851 |
| ---- | ---- | ---- | ---- | ---- | ---- | ---- | ---- | ---- |
| 209  | 264  | 245  | 283  | 299  | 344  | 380  | 405  | 419  |

| 1856 | 1861 | 1866 | 1872 | 1876 | 1881 | 1886 | 1891 | 1896 |
| ---- | ---- | ---- | ---- | ---- | ---- | ---- | ---- | ---- |
| 521  | 609  | 758  | 652  | 690  | 726  | 788  | 803  | 860  |

| 1901 | 1906 | 1911 | 1921 | 1926  | 1931  | 1936  | 1946  | 1954  |
| ---- | ---- | ---- | ---- | ----- | ----- | ----- | ----- | ----- |
| 883  | 859  | 860  | 874  | 1 045 | 1 157 | 1 051 | 1 064 | 1 398 |

| 1962  | 1968  | 1975  | 1982  | 1990  | 1999  | 2006  | 2008  | 2013  |
| ----- | ----- | ----- | ----- | ----- | ----- | ----- | ----- | ----- |
| 1 487 | 1 759 | 2 041 | 2 205 | 2 505 | 2 427 | 2 505 | 2 527 | 2 699 |

| 2018  | 2022  | - | - | - | - | - | - | - |
| ----- | ----- | - | - | - | - | - | - | - |
| 2 963 | 2 966 | - | - | - | - | - | - | - |

### Sports et loisirs
L'ACSM propose des activités culturelles et sportives aux habitants, comme la peinture, la gymnastique, le tennis, l'aïkido, le judo ou la danse. La commune possède des terrains de tennis (allée Lucien-Simonnet).

## Économie
Montlignon est une petite commune à vocation essentiellement résidentielle et sa vie économique reste limitée malgré un tissu commercial non négligeable.
En 2018, la commune possède un garage, une supérette, deux restaurants, une école de musique, un bureau de tabac, une boulangerie-pâtisserie, une pharmacie, un salon de coiffure et un institut esthétique. La commune possède un bureau de poste (12, rue de Paris), ouvert du lundi au vendredi de 9 h à 12 h et de 15 h à 17 h et le samedi de 9 h à 12 h.

## Culture locale et patrimoine

### Lieux et monuments
On peut noter : 
- Église Saint-André, 8 rue de Paris : 
Un petit sanctuaire dépendant de la paroisse d'Andilly est attesté en ce lieu dès 1160, et il devient une possession du prieuré bénédictin de Saint-Prix (dit prieuré noir de Tour) au début du XIIIe siècle. 
En 1836 seulement, le lieu de culte alors en abandon est officiellement érigé en chapelle par ordonnance royale, et il faudra attendre huit ans de plus pour que Montlignon ne devienne une paroisse indépendante de Saint-Prix. La chapelle est ensuite largement remaniée et agrandie, mais le chevet et les contreforts des collatéraux semblent subsister comme vestiges médiévaux[52]. 
L'église actuelle se compose d'une nef de trois travées avec des collatéraux au nord et au sud, d'un chœur carré au chevet plat et de deux chapelles latérales du chœur, dans la suite des collatéraux. Ces chapelles ont des façades avec pignons vers le nord et vers le sud, tout comme la deuxième et troisième travée du collatéral nord. La première travée supporte le haut clocher, se terminant par un étage supérieur néogothique et une flèche en charpente, flanquée de quatre pinacles. La façade occidentale est précédée par un porche arborant également le style néogothique. L’horloge date de 1874. La cloche, mise en place en 1707, a été baptisée Charlotte.
- Tour ronde et école des filles, rue des Rosiers : La petite tour en moellons avec son toit en poivrière est une fabrique de jardin du XIXe siècle, ayant fait partie du parc d'une grande propriété. 
Depuis son rachat par la commune en 1877, elle a cédé la place à l'école des filles et à une place publique. L'école est construite en 1889 sur l'insistance de l'inspecteur d'académie, selon les plans de l'architecte Beaudoin. Elle ne comporte à l'origine qu'une unique grande salle de classe et un logement d'instituteur d'un seul étage.
 En 1904, le conseil municipal décide le doublement de la capacité de l'école, avec rehaussement du logement et construction d'une deuxième aile, en respectant scrupuleusement le style architectural d'origine. En 1957, ont été construites l’école maternelle et l’école primaire et de nouveaux bâtiments ont été ajoutés en 1997[52].
- Bûcher, rue des Rosiers : Petit édifice d'une charpente sur solin, avec palées de stabilisation sur les murs gouttereaux et les pignons, à l'instar d'une maison à colombages. Menacé par la démolition sur la propriété où il se trouvait à l'origine, le bûcher a été transporté vers son emplacement actuel afin d'assurer sa préservation[52].
- Lavoir municipal, rue du Lavoir : Ce grand lavoir couvert est perpendiculaire à la rue, et son long bassin rectangulaire se trouve au-dessous du niveau de cette dernière. Le bâtiment en briques ne comporte pas de mur du côté du pignon sur la rue, et le mur oriental est percé de fenêtres plein cintre pour laisser entrer le jour. Subsistent encore les barres en bois servant a étendre le linge, ainsi qu'un support mural pour accrocher des ustensiles[52].
- Ancienne briqueterie Max Lefebvre, rue de Paris : La briqueterie était une industrie implantée de longue date à Montlignon, traditionnellement en conflit avec les pépiniéristes en raison des fumées nocives dégagées lors de la cuisson. Ce problème est résolu avec la construction de fours annulaires fermés à feu continu, remplaçant la cuisson en tas, et l'édification de cheminées de 30 m de hauteur. La dernière briqueterie, celle de Max Lefebvre, cesse toutefois son activité en 1970[52].
- Villa « La Mayotte », 165 rue de Paris : 
Cette grande maison à colombages de 1892 reprend le style traditionnel alsacien et a été construite justement pour un industriel d'origine alsacienne, Frédéric Schœn (1840-1912). La maison a fait forte impression sur les habitants de l'époque, se croyant transportés dans les montagnes des Vosges. Au cimetière, l'on peut toujours voir la stèle funéraire de Fritz (Frédéric) Schœn et son épouse Marie, née Schlumberger, bienfaiteurs de la commune : le bas-relief sur la stèle représente les deux époux[52].
- Château Larive, rue Larive : Datant de la fin du XVIIIe siècle, ce grand pavillon d'un étage et demi est l'une des premières constructions aux murs en meulière apparente, avec des chaînages d'angle en pierre de taille. Appelé également moulin Larive, le domaine de ce petit château a été créé par le comédien Larive (1747-1827, plusieurs fois maire de Montlignon, avec l'intention de créer un établissement thermal en concurrence d'Enghien-les-Bains. 
Le forage provoque une coulée de boue dans le village et tourne au fiasco, contraignant le propriétaire de morceler son domaine. Sont ainsi créés les domaines du hameau Larive et du bois Larive. Rue de Rubelles, une stèle conserve le souvenir de Larive, Jean Mauduit de son vrai nom[52].
- Orangerie et colombier du château dit la Maison-Blanche : Ce sont des dépendances de l'ancien hôtel seigneurial, propriété des chanoines de la Sainte-Chapelle de Vincennes depuis le XIVe siècle et vendu comme bien national en 1790. 
Le château proprement dit a été démoli vers le milieu du XXe siècle, et le domaine d'une dizaine d'hectares est aujourd'hui la propriété du ministère de l'Éducation nationale. 
L'orangerie de style classique avec sept grandes baies vitrées et un toit à la Mansart et le petit pigeonnier octogonal en bois peint avec son toit en zinc datent de la première moitié du XIXe siècle[52].
- Fondation Pigny, place du Souvenir : Créée en 1906 par la veuve de l'architecte Pigny natif de Montlignon, son objet est d'offrir un enseignement scolaire et une formation professionnelle aux orphelins[52].
- Monument aux morts, place du Souvenir : Érigé en 1921 devant la fondation Pigny, il porte les noms des quarante-deux Montlignonnais morts pour la France pendant la Première Guerre mondiale. 
Ce monument présente un motif inhabituel. Le sculpteur F. Stoll a façonné un bas-relief représentant un poilu retrouvant son vieux père après le retour des champs de bataille, lui racontant les épisodes douloureux de la victoire. L'inscription en haut de la stèle en arrière-plan de la scène fait référence à ce récit : « Père, ils sont morts en héros. »[52].
- Fort de Montlignon : Il a été construit en 1874 pour défendre la vallée de Montmorency et plus particulièrement la route d'Eaubonne à Domont. Il est bâti à cheval sur les communes de Montlignon et d'Andilly. Aujourd’hui, le fort abrite le Centre national de tir de la police.

- Château de la Chasse dans la forêt de Montmorency : Ce château, destination de promenade populaire, est souvent associé à Montlignon, mais se situe en réalité sur le territoire de Saint-Prix, à moins de 200 m de la limite de la commune. Montlignon atteint la rive sud-est de l'étang près du château, et aussi pratiquement une grande partie de la rive sud-ouest.
- Un sentier de randonnée, dénommé « sentier de découverte », traverse d'est en ouest la commune.

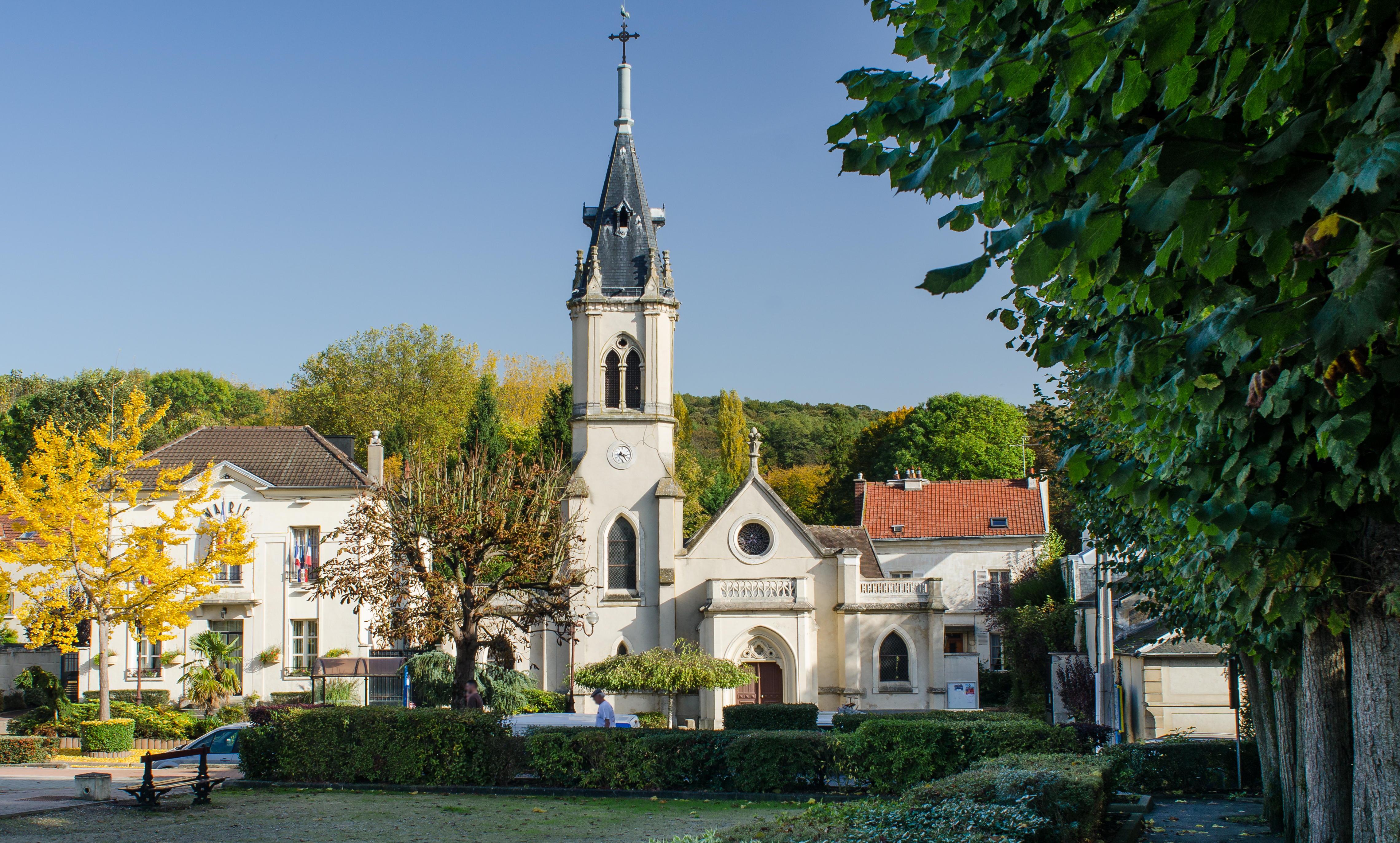
Église et mairie.
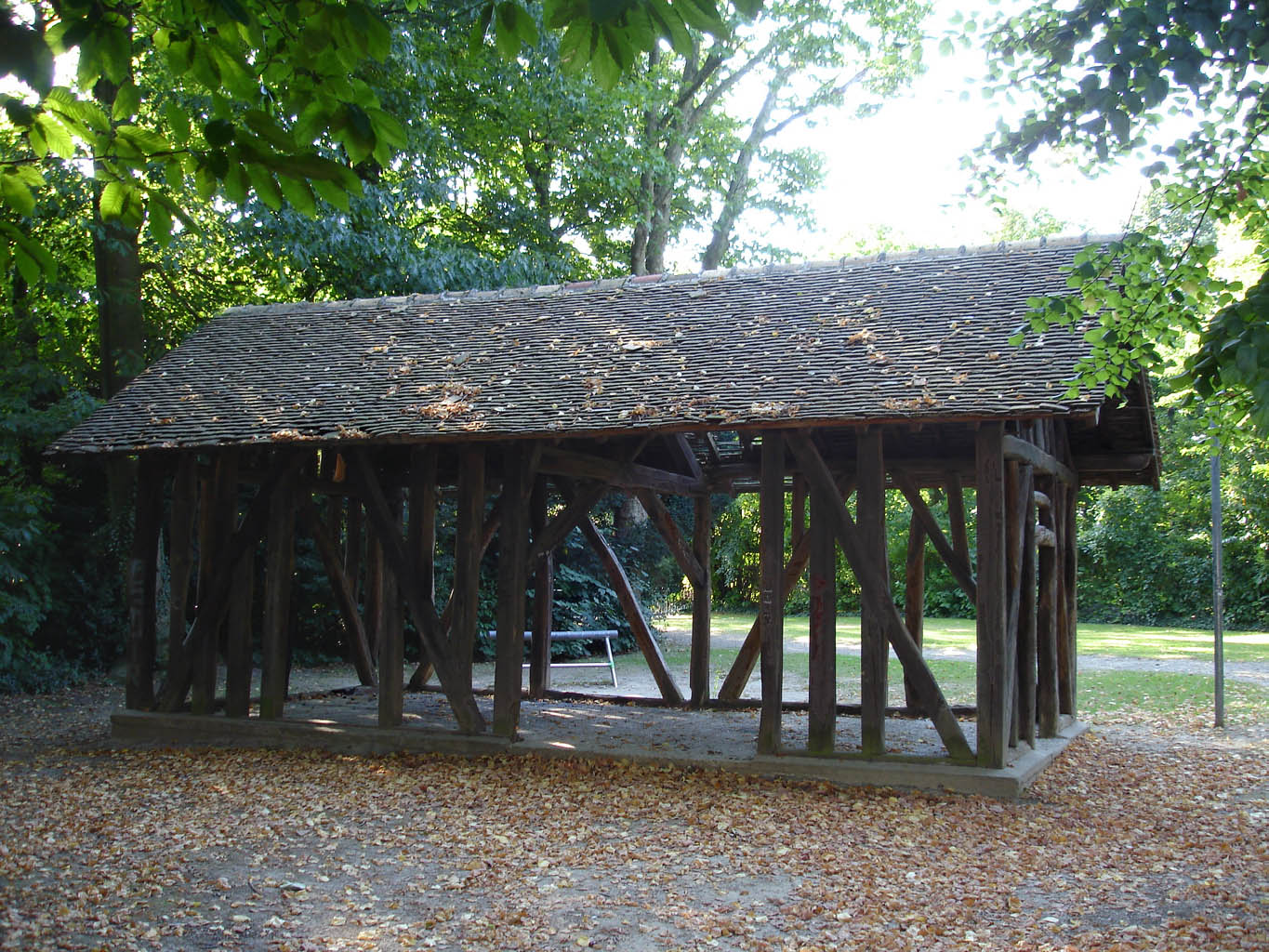
Vieux bûcher.
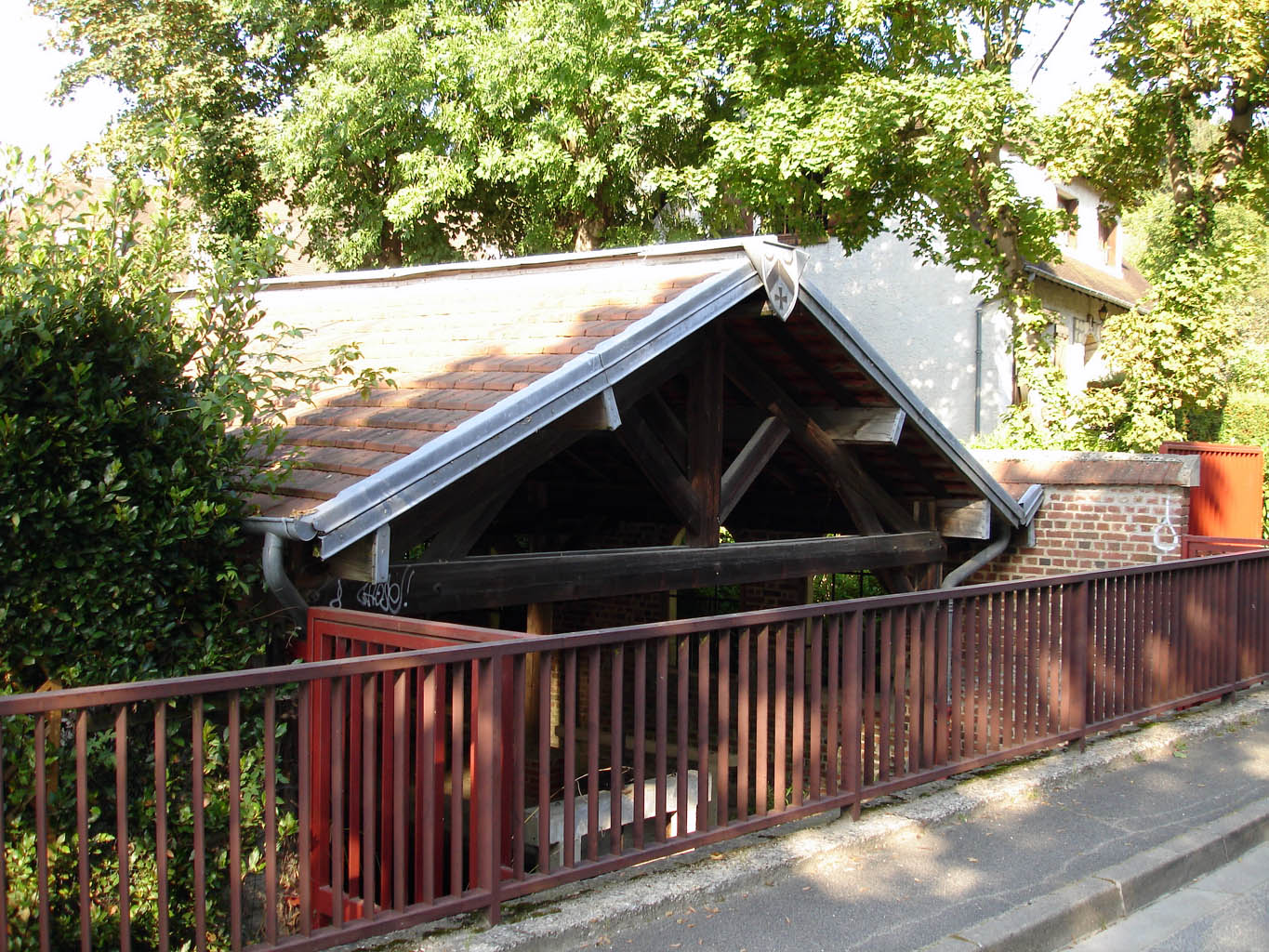
Lavoir couvert.
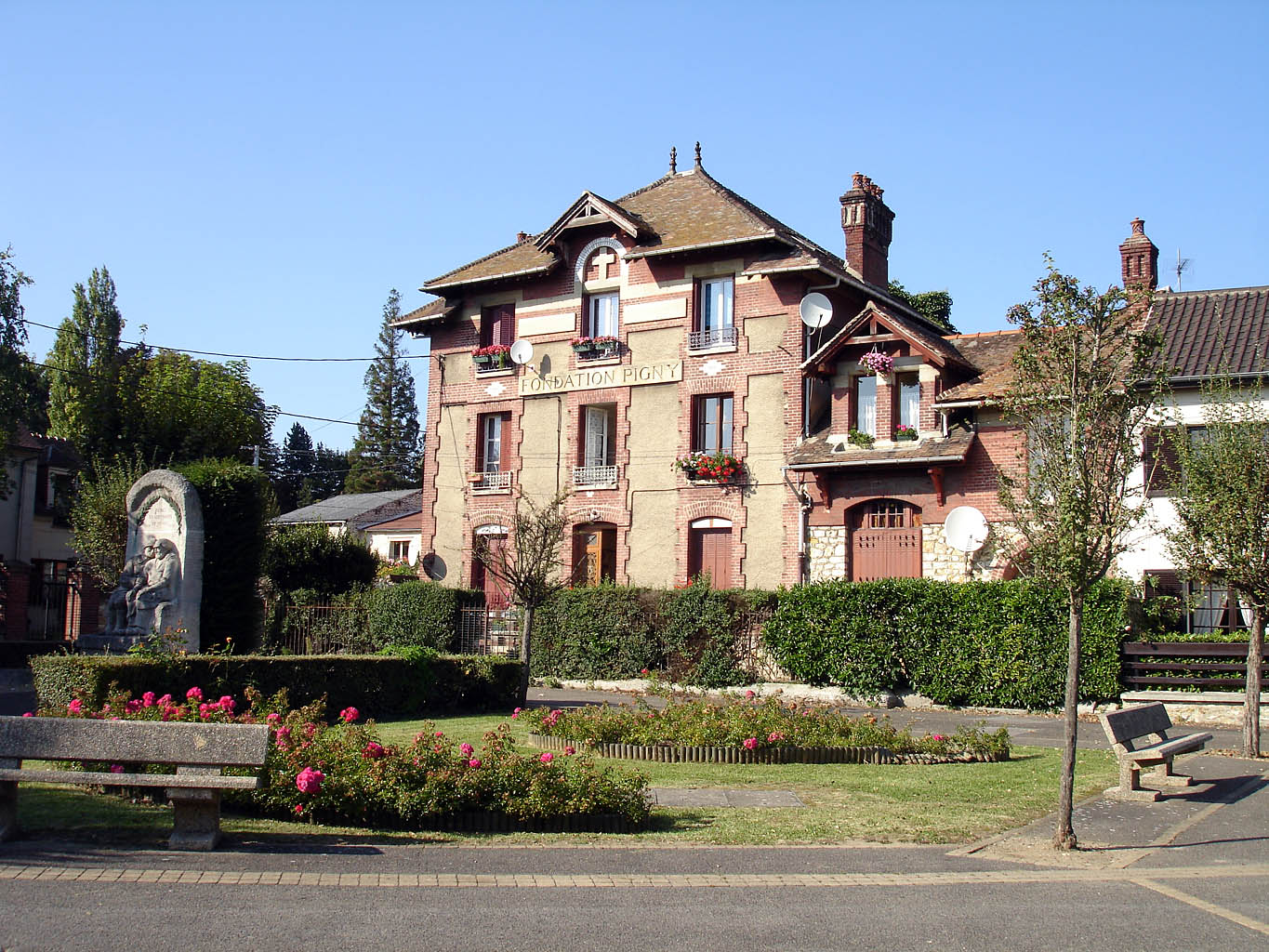
Fondation Pigny.
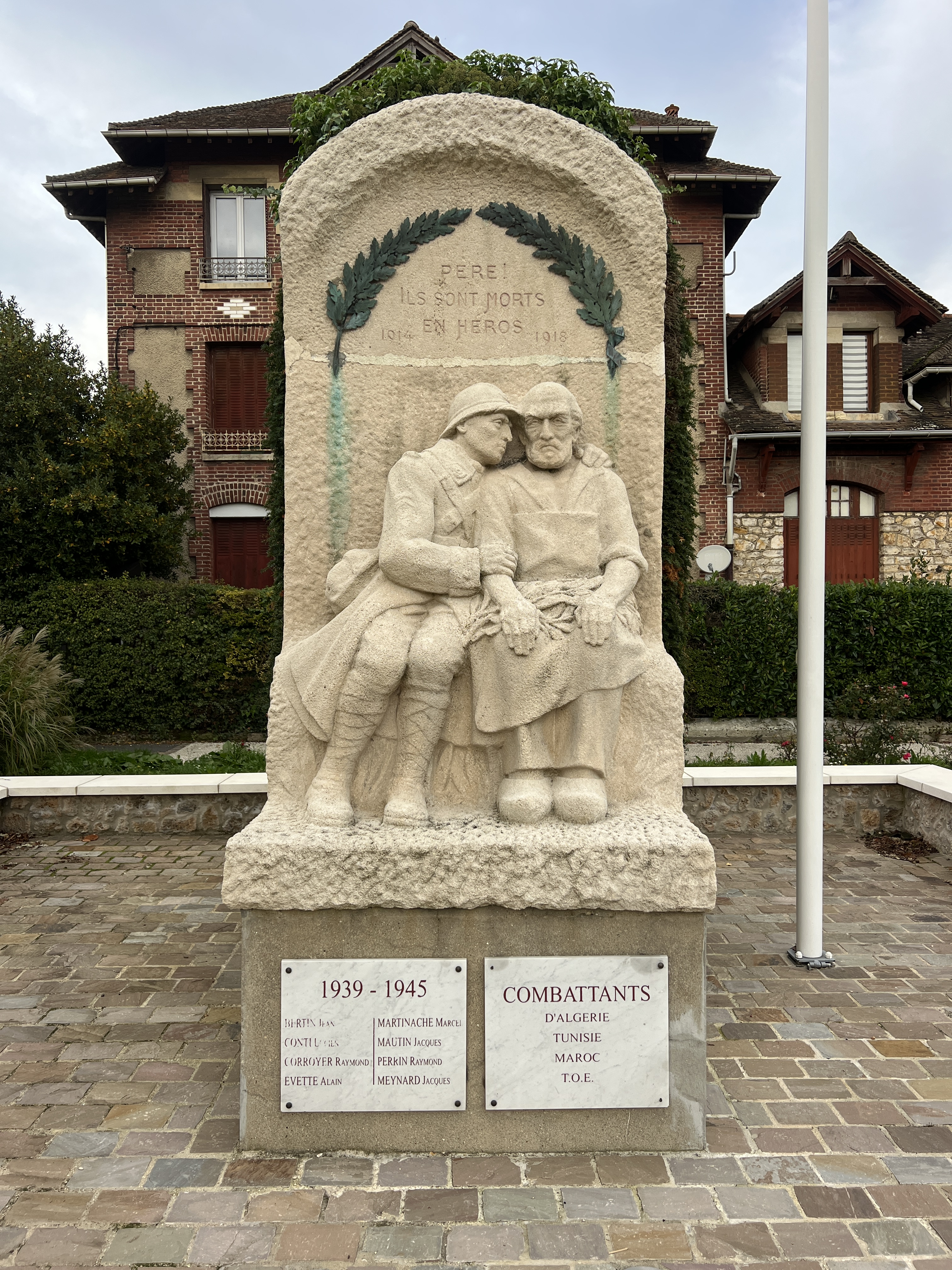
Monument aux morts.

### Personnalités liées à la commune
- Jeanne-Florentine Bourgeois dite Mistinguett, habita Montlignon où son fils Léopold est né le 8 juillet 1901.
- Charles Louis Gratia (1815-1911), peintre et pastelliste français, est mort à Montlignon. Un monument à sa mémoire est érigé dans le cimetière municipal.
- Eugène Émile Paul Grindel, dit Paul Éluard, demeura à Montlignon rue des Écoles, où sa mère possédait une grande maison.
- Jean Mauduit dit Larive, y demeura, fut maire du village et y décéda.
- Alfred de Musset a séjourné un temps au château du Grand-Bury, à la limite du territoire de Margency. Il y a invité George Sand.
- Émile Desmaisons (1812-1880), lithographe, y vécut et y mourut.
- Jean-Baptiste Pigny, architecte.

### Montlignon dans les arts et la culture
Victor Hugo en a immortalisé le nom dans les Contemplations :
Connaissez-vous sur la colline
Qui joint Montlignon à Saint-Leu
Une terrasse qui s’incline
Entre un bois sombre et le ciel bleu ?
Les scènes de plusieurs films y ont été tournées : 
- 1970 : Les Assassins de l'ordre de Marcel Carné a été tourné, en partie, à Montlignon[53].
- 2007 : Go Fast d'Olivier Van Hoofstadt avec Roschdy Zem a été tourné en partie au fort de Montlignon[53].

### Héraldique
| Blason de Montlignon | Blason  | D'azur au chevron d'or, accompagné en chef de deux croissants d'argent et en pointe d'une croisette pattée du même                                                                                                |
| Blason de Montlignon | Détails | Le blason de Montlignon est celui de la famille de Maleyssie, seigneurs du fief de Maugarny. Il est choisi pour représenter la commune au début des années 1970. Le statut officiel du blason reste à déterminer. |

## Pour approfondir